# Communauté de communes de la Vallée du Sarthon
La communauté de communes de la Vallée du Sarthon est une ancienne communauté de communes française, située dans le département de l'Orne et la région Basse-Normandie.

## Histoire
Créée en décembre 1998, la communauté de communes est dissoute le 31 décembre 2012, les communes intégrant la communauté urbaine d'Alençon.

## Composition
Elle regroupait six communes (quatre du canton d'Alençon-1 et deux du canton de Carrouges) :
1. Fontenai-les-Louvets
2. Gandelain
3. Lalacelle
4. Livaie
5. La Roche-Mabile
6. Saint-Denis-sur-Sarthon

## Administration
| Période      | Période       | Identité      | Étiquette | Qualité                          |
| ------------ | ------------- | ------------- | --------- | -------------------------------- |
| janvier 1999 | décembre 2012 | Michel Julien |           | Maire de Saint-Denis-sur-Sarthon |